# Почки (субпродукт)

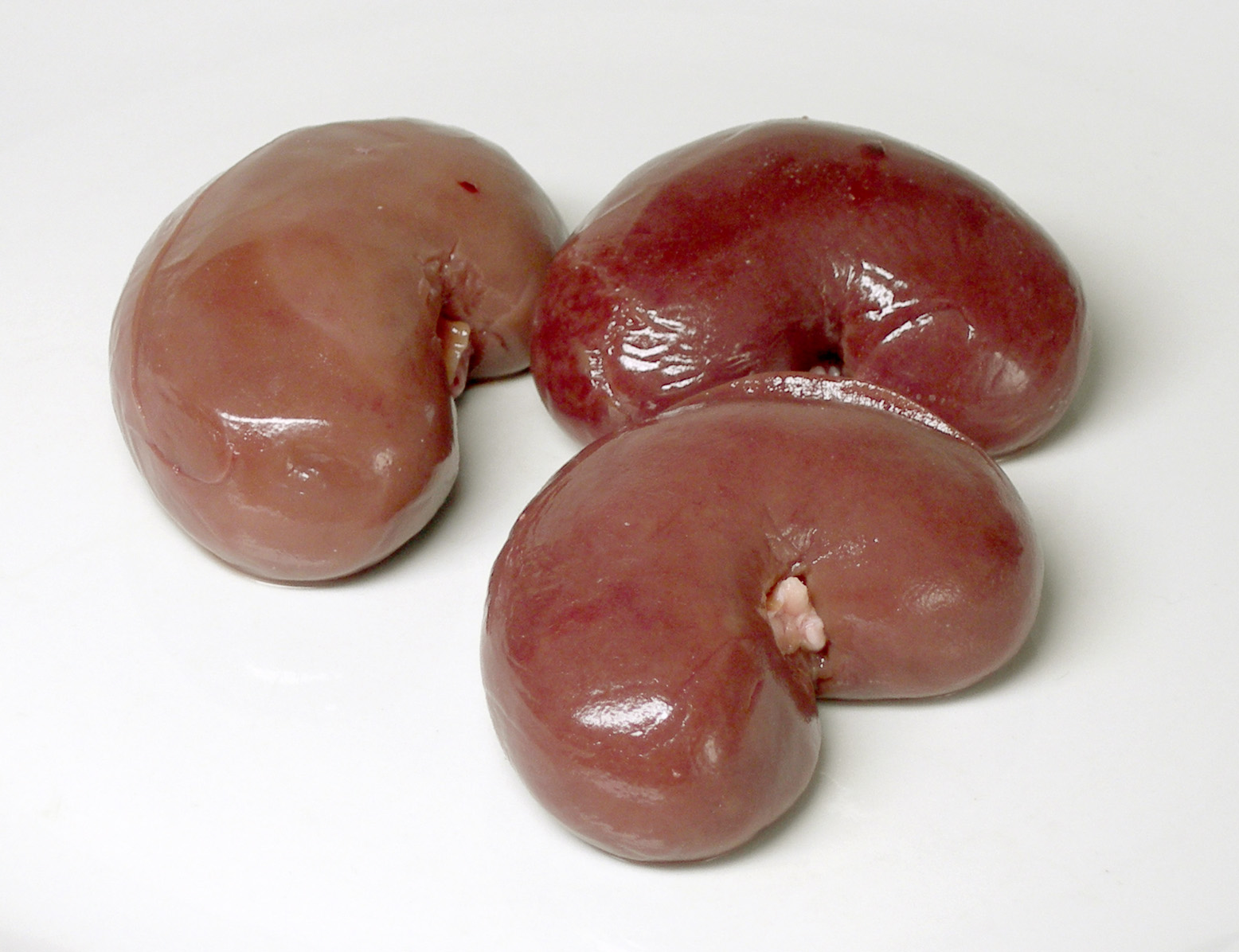
Свежие бараньи почки

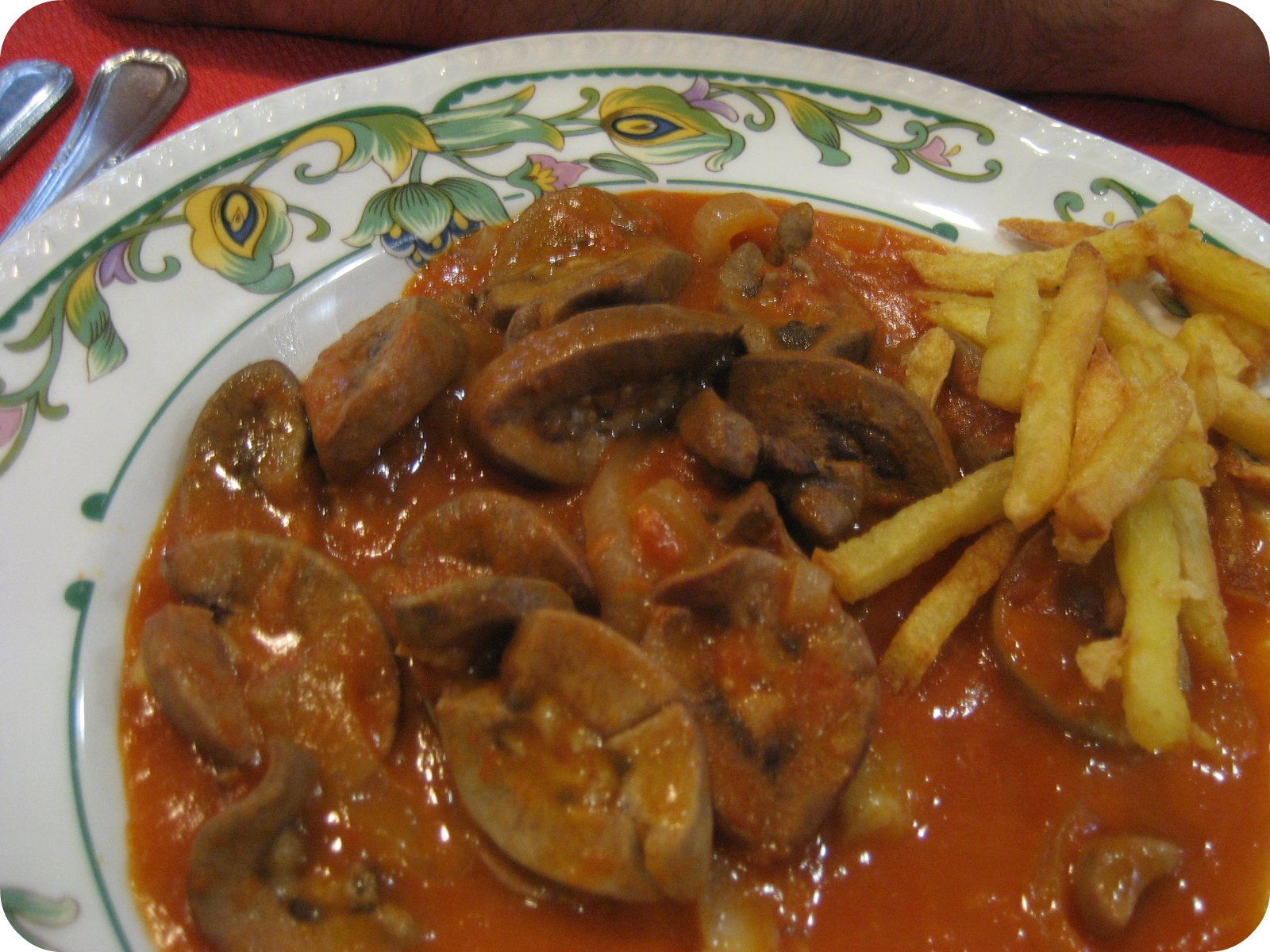
Почки в хересе, сервированные с картофелем фри

По́чки — мякотный субпродукт первой категории, ценный пищевой продукт, содержащий витамины B1, B2, B12 и C. По морфологическому и химическому составу и пищевой ценности почки не уступают скелетному мясу. Диетический продукт: почки содержат аминокислоты и являются прекрасным источником железа.
Вплоть до конца XIX века телячьи почки в Европе считались бедняцкой едой, и их ели только мужчины вне дома, поскольку в буржуазных домах блюда из почек не подавались. В настоящее время блюда из почек присутствуют в меню даже самых роскошных ресторанов, но предубеждения против употребления почек в пищу отчасти сохраняются.
Лучшими кулинарными свойствами обладают телячьи и говяжьи почки. Калорийность почек крупного рогатого скота составляет 760 ккал, мелкого — 920 ккал, свиней — 930 ккал. 
При подготовке субпродукта почки обычно отделяются от почечной капсулы и жира, после чего замачиваются в воде. Затем их осушают и охлаждают. Непосредственно перед готовкой от почек отрезают мочеточник и кровеносные сосуды. Готовиться почки могут целиком, порезанными или в измельчённом виде. 
Среди мясных субпродуктов почки наряду с печенью содержат больше всего рибофлавина (витамер витамина B2). 